# 穆萨克 (维埃纳省)
穆萨克（法語：Moussac，法語發音：[musak]）是法国新阿基坦大区维埃纳省的一个市镇，位于该省东南部，属于蒙莫里永区。

## 地理
穆萨克（46°16'52"N, 0°41'14"E）面积24.69 平方千米，位于法国新阿基坦大区维埃纳省，该省份为法国中西部省份，北起曼恩-卢瓦尔省和安德尔-卢瓦尔省，西接德塞夫勒省，南至夏朗德省，东南接上维埃纳省，东临安德尔省。
与穆萨克接壤的市镇（或旧市镇、城区）包括：阿德里耶、利勒茹尔丹、内里尼亚克、佩尔萨克、科村、勒维让。

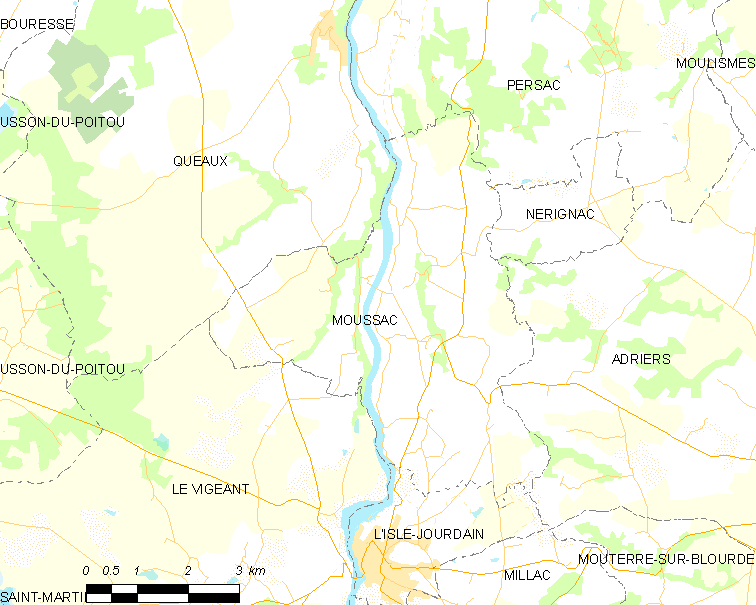
的OSM定位图

穆萨克的时区为UTC+01:00、UTC+02:00（夏令时）。

## 行政
穆萨克的邮政编码为86150，INSEE市镇编码为86171。

## 政治
穆萨克所属的省级选区为吕萨克堡县。

## 人口

1962-2008年间人口变化图示

穆萨克于2022年1月1日时的人口数量为433人。